# 416
416 је била преступна година.

## Догађаји
- Приск Атал, римски узурпатор, приморан је да учествује у тријумфу који је прославио цар Хонорије, на улицама Рима. После свечаности је прогнан на острва Липари (северно од Сицилије).
- Визиготи настављају своју инвазију на Хиспанију и преузимају контролу над Тараконезом. Краљ Валија заузима руднике злата у Лас Медуласу.
- Извештаји о ерупцији вулкана Кракатау забележени су у јаванској историјској хроници која се зове Књига о краљевима.
- Рутилије Клаудије Наматијан почиње своје путовање кући из Рима у Галију. Ово постаје тема његове недовршене песме Де Редиту Суо.